# Chaille
Pour les articles ayant des titres homophones, voir Chail et Chailles (homonymie).

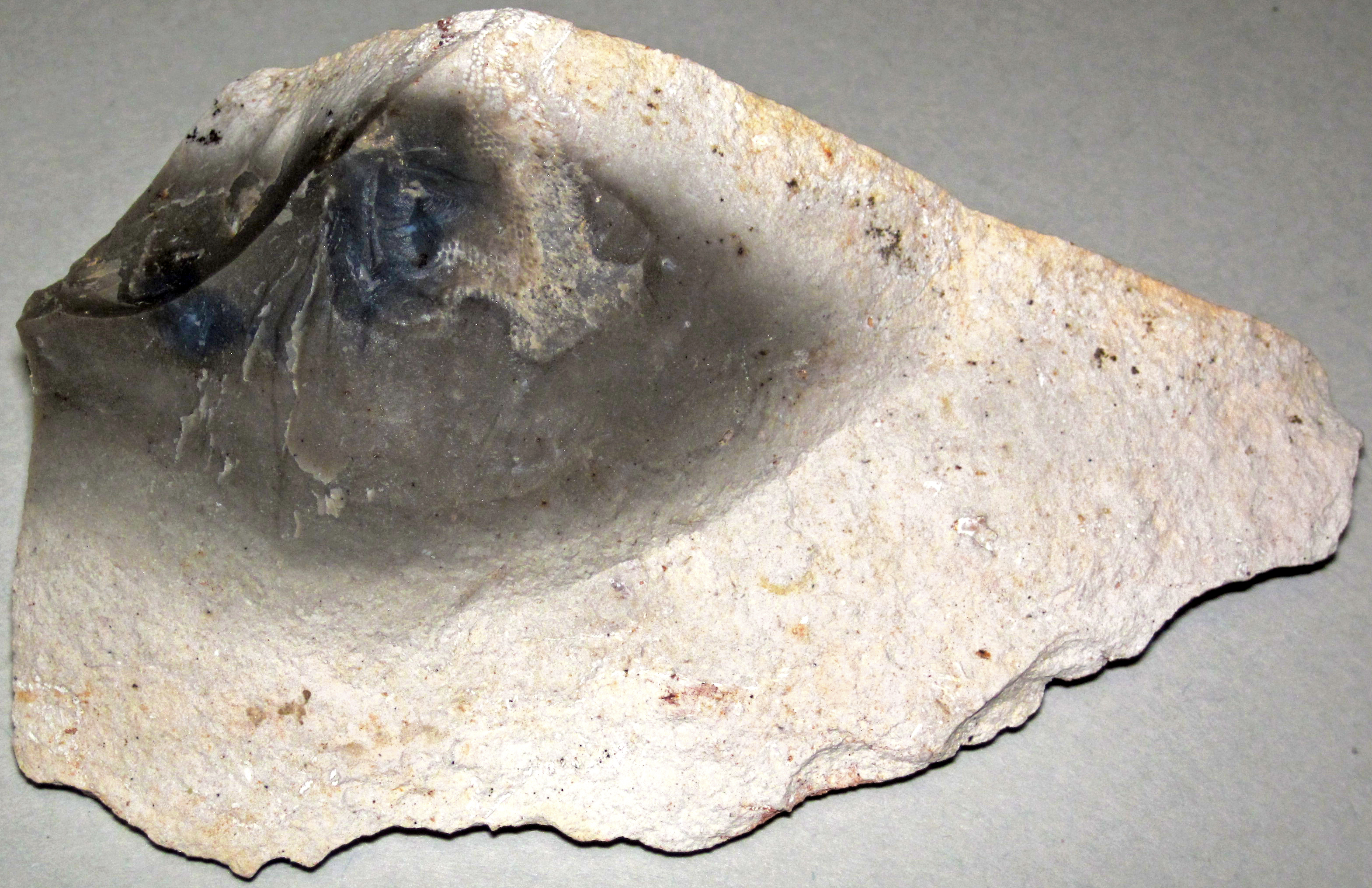
Calcaire à chaille d'Indiana, comportant des nodules de silice.

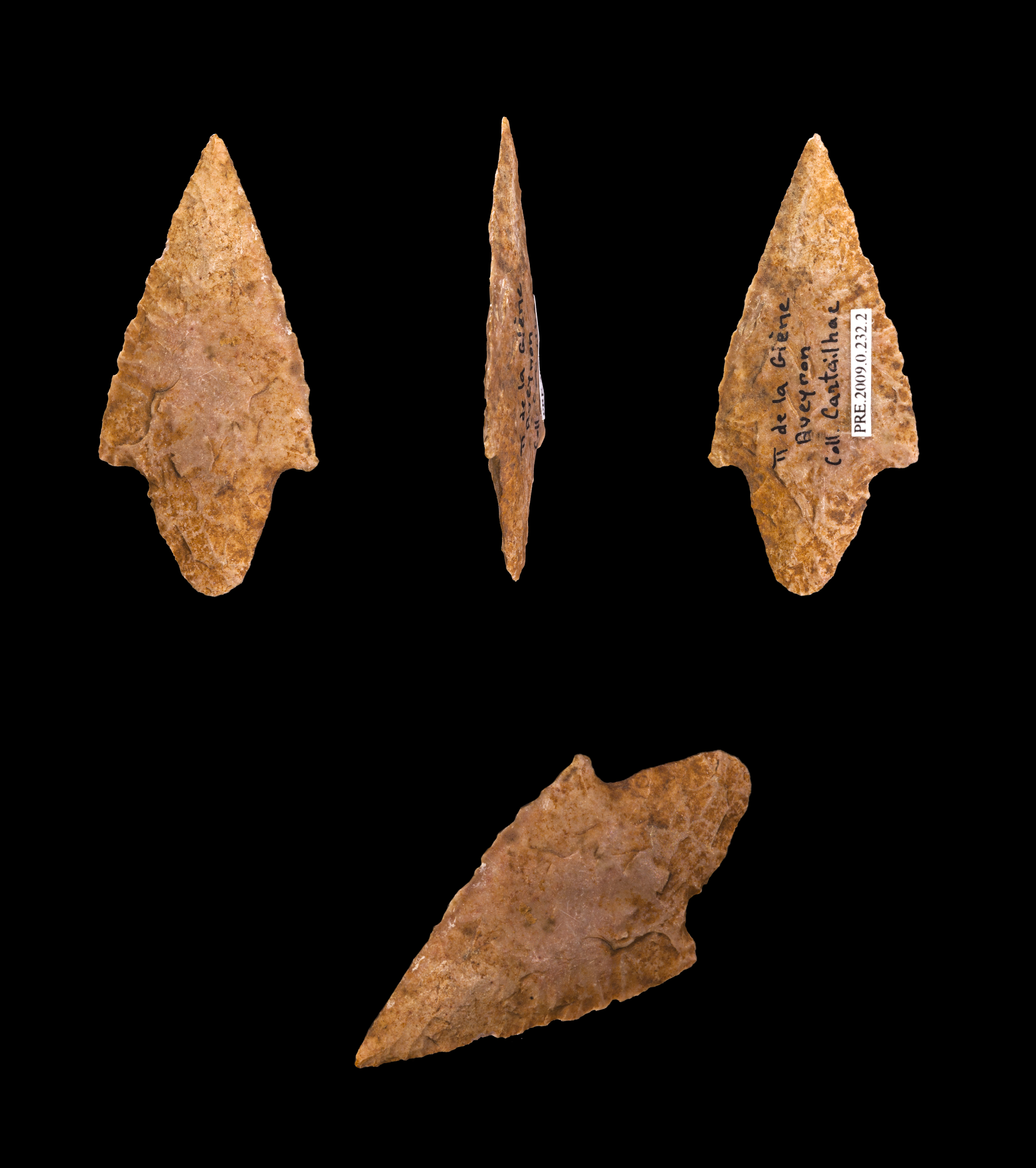
Pointe de flèche du Néolithique.
Muséum de Toulouse

Une chaille (un chert en anglais) est une roche sédimentaire contenant des concrétions partiellement silicifiées. Sous certaines conditions, la silice présente dans les boues calcaires peut migrer et se rassembler en nodules (masses ovoïdes), en lentilles ou en bancs centimétriques à décimétriques au sein de roches carbonatées d'origine marine (calcaire, dolomie, craie…). 

## Description
De teinte généralement claire, la chaille est constituée d'un mélange de calcédoine et de calcite. Cet accident siliceux (opale, calcédoine, quartz) se distingue de la meulière qui correspond à la silicification de calcaire lacustre.
Les silex entrent dans cette catégorie, mais sont généralement considérés séparément. Le passage de la concrétion siliceuse à la craie est brutal pour le silex, graduel pour la chaille qui résulte d'une recristallisation de silice (silicification diagénétique). Par décalcification, à l'air libre, la chaille prend un aspect poreux ou caverneux.
Le synonyme forune est parfois rencontré.

## Exemples de gisements
On trouve des chailles dans les calcaires du Jurassique, en particulier du Bajocien. Il existe ainsi des gisements sur le plateau de l'Hospitalet (la can de l'Hospitalet) dans les Cévennes, en Moselle et au Luxembourg.

## Préhistoire
Les chailles ont été utilisées pendant la Préhistoire, principalement au Paléolithique supérieur, pour confectionner de petits outils lithiques, tels que racloirs, perçoirs et grattoirs, ainsi que des pointes de flèches. En effet, seules les chailles de petite dimension se prêtaient à la taille. La silicification imparfaite fait que la chaille présente des gradients de concentration en silice (en moyenne 50 %) qui est plus ou moins mélangée avec la calcite. La chaille offre l'avantage d'être disponible sous forme de galets, mais elle est moins homogène, moins résistante à l'utilisation et plus difficile à la taille que le silex. Ces faibles qualités techniques (d'où l'expression de « silex du pauvre ») ont parfois conduit les hommes à importer du vrai silex de zones parfois éloignées.

## Toponymie
La présence de chailles est à l'origine du nom donné, notamment, au bois de la Chaille et à la forêt de Chailluz, à Besançon.
En Loir-et-Cher, une commune de l'agglomération de Blois porte le nom de Chailles.